# Ильиногорск
Ильиного́рск — рабочий посёлок (посёлок городского типа) в Володарском муниципальном округе Нижегородской области России.
Представляет собой административно-территориальное образование рабочий посёлок и одноимённое муниципальное образование рабочий посёлок Ильиногорск со статусом городского поселения как единственный его населённый пункт.
Население 6160 чел. (2021).
Остановочный пункт Ильиногорская на участке Москва — Нижний Новгород современного направления Транссиба.

## История
Основан в 1970 году. Статус посёлка городского типа с 1973 года.

## Население
| 1979  | 1989  | 1999  | 2002  | 2008  | 2009  | 2010  | 2011  | 2012  |
| ----- | ----- | ----- | ----- | ----- | ----- | ----- | ----- | ----- |
| 6192  | ↗8065 | ↗9050 | ↘8433 | ↘8142 | ↘8115 | ↘7963 | ↘7937 | ↘7831 |
| 2013  | 2014  | 2015  | 2016  | 2017  | 2018  | 2019  | 2020  | 2021  |
| ↘7689 | ↘7587 | ↘7560 | ↘7465 | ↘7363 | ↘7267 | ↘7201 | ↘7142 | ↘6160 |

## Экономика

Стена проходной 2-го комбината ПАО «Ильиногорское»

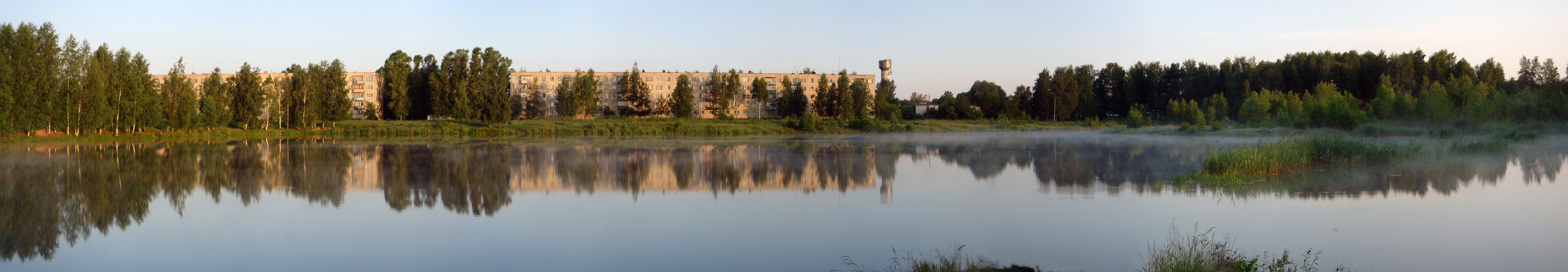
Озеро

Экономически важных предприятий в посёлке нет. Все предприятия, ранее составлявшие экономическую безопасность посёлка (завод силиконовых изделий, комбикормовый завод, мясокомбинат, крупный животноводческий комплекс), прекратили свою деятельность или находятся в стадии банкротства.

## Образование
В посёлке работает средняя общеобразовательная школа № 3 (на 2017 год в ней было 22 класса-комплекта, из них: 20 общеобразовательных, 2 специальных (коррекционных), обучалось 444 ученика и действовало 32 учебных кабинета), начальная общеобразовательная школа № 12, а также два детских дошкольных образовательных учреждения.

## Фестиваль музыки и технологий AFP
В 2020 году с 7 по 9 августа в лесном массиве выше Ильиногорска рядом с Золинским шоссе на месте урочища Митино-Разгуляй будет проведён крупнейший российский фестиваль музыки и технологий AFP (Alfa Future People). Прежняя площадка находилась на протяжении 6 лет в Большом Козино, но по множеству причин организаторы решили перенести месторасположение фестиваля.
По словам директора фестиваля Alfa Future People Виктора Шкипина новая площадка больше той, что была в Большом Козино. На ней разместится больше объектов, будет более вместительной парковка. Она окружена лесом с трёх сторон. Большой плюс площадки — наличие дренажной системы, которая будет быстрее отводить воду в случае дождя. Кроме того, площадка находится на гораздо большем удалении от жилых домов, так что никаких ограничений по звуку не будет. Руководитель фестиваля пообещал, что это место в скором времени станет лучшей фестивальной площадкой страны.